# Cseh Sándor (főiskolai tanár)
Cseh Sándor (1954 –) meteorológus, a Győr Egyházmegyei Vagyonkezelő Központ igazgatója és a Széchenyi István Egyetem oktatója. Korábban Nyugat-magyarországi Egyetem Apáczai Csere János karának dékánja, majd az egyetem oktatási rektorhelyettese volt.

## Élete
1972-ben végezte el a Ságvári Endre Híradásipari Technikumot, ahol híradásipari technikus képesítést szerzett. Ezek után az ELTE-TTK meteorológia, fizika és matematika szakán meteorológusi, illetve matematika-fizika szakos középiskolai tanár képesítést szerzett 1978-ban. Egyetemi doktori címét 1984-ben szerezte meg. Doktori értekezése a "A nedves levegő nedvességi karakterisztikáinak vizsgálata" címet viseli.
2004-ben szerezte meg PhD doktori fokozatát.

## Kitüntetései
- Péterffy Sándor díj, 1996 (a Győr-Moson-Sopron Megyei Közgyűlés szakmai díja)
- Apáczai-díj, 1998
- „Főiskoláért” Díj I. fokozat, 1999
- Nyugat-Magyarország Egyetemért emlékplakett, 2000
- Schola Comaromiensis emlékérem, 2002
- Bugát Pál emlékérem, 2005
- Pro Collegio emlékérem, 2005
- Hallgatókért Díj, 1998, 2006
- A Magyar Köztársasági Érdemrend lovagkeresztje, 2010